# Szátok
Szátok is een plaats (község) en gemeente in het Hongaarse comitaat Nógrád. Szátok telt 558 inwoners (2001).